# Jacques-Bénigne Bossuet
Jacques-Bénigne Bossuet (Dijon, 27 september 1627 - Parijs, 12 april 1704) was een Frans bisschop en schrijver, vooral bekend vanwege zijn preken ("sermons") en lijkredes ("Oraisons Funèbres").

## Biografie
Bossuet stamt uit een magistratenfamilie en volgde zijn eerste opleiding bij de Jezuïeten te Dijon waar hij het Latijn en Grieks onder de knie kreeg. Op 15-jarige leeftijd trok hij naar Parijs om zijn studies te voltooien met filosofie en theologie. Daarnaast kwam hij ook met de profane literatuur van o.a. Pierre Corneille in contact. Hij werd diaken in Langres en publiceerde zijn eerste traktaat over de vergankelijkheid van het leven in 1648. Verder werd hij doctor in de theologie in 1652 en kreeg hij hoge kerkelijke functies in Sarrebourg en Metz.
In 1657 preekte hij voor het eerst aan het hof van Lodewijk XIV van Frankrijk en door de jaren heen zou hij uitgroeien tot een van de belangrijkste theologen van Lodewijks XIV. Zo legde hij ook de theologische basis voor het absolutisme en het droit divin en werd daarvoor door de koning beloond met een bisdom. Hij was bisschop van Meaux van 1681 tot 1704 en hij werd begraven in de kathedraal van Meaux. Van Voltaire kreeg hij de bijnaam l'aigle de Meaux (de arend van Meaux), omdat hij Lodewijk XIV in de ogen durfde kijken terwijl hij preekte over de toen heersende immoraliteit.

## Zijn preken

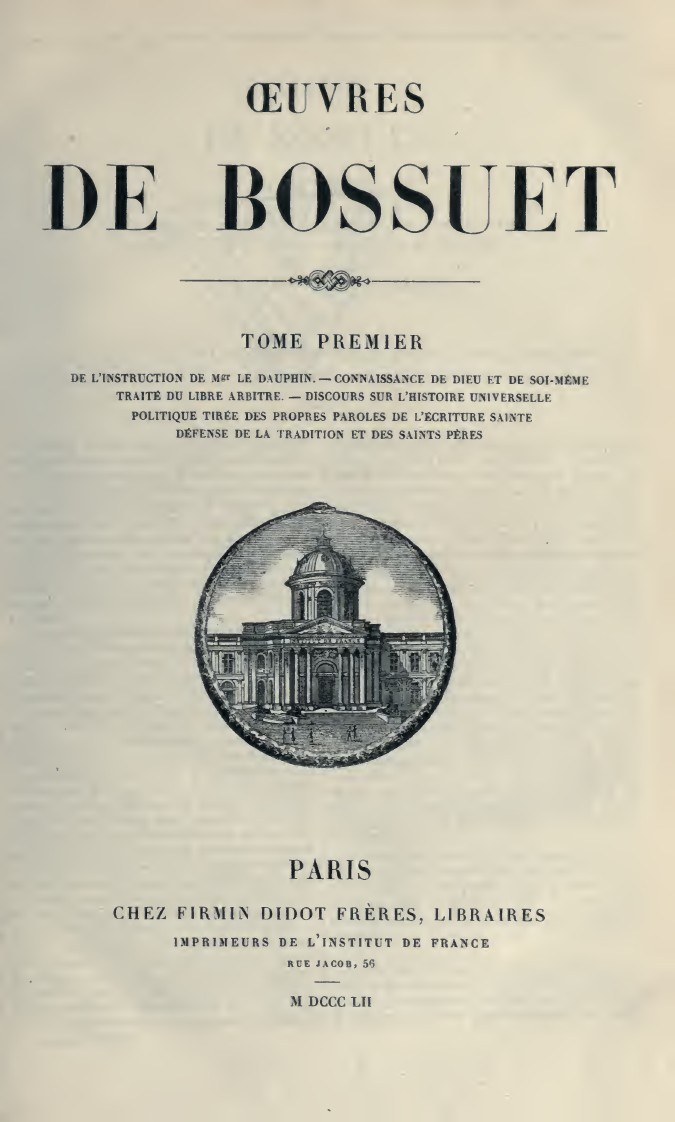
Oeuvres, 1852

Bossuet werd vooral bekend van zijn wekelijkse preken, waar veel volk op af kwam, en niet alleen gelovigen. Puur om zijn literaire kwaliteiten werden zijn preken gevolgd. Hij was trouwens lid van de académie française. Zijn "Oraisons funèbres" (lijkredes) werden na zijn dood als literair werk uitgegeven. In de Franse literatuurgeschiedenis staan ze op het niveau van Cicero. 
Bossuets preek Sur l'ambition is in vertaling verschenen onder de titel Over ambitie, vert. Rokus Hofstede, in: Van God gesproken. De mooiste preken sinds de Bergrede, Jaap H. van der Laan (red.), Vesuvius, 2007. De grondgedachte van deze preek komt tot uiting in verschillende maximen, o.a.: 'Voor het heersen over jezelf bestaat er geen groter obstakel dan het hebben van gezag over anderen.'

### Citaten
- 'Macht lijkt op een koppige wijn die ook de soberste mensen naar het hoofd stijgt.' (Over ambitie)
- 'Voor het heersen over jezelf bestaat er geen groter obstakel dan het hebben van gezag over anderen.' (Over ambitie)
- 'Om goed te doen hoeft een rivier helemaal niet te overstromen en het land onder te zetten; wanneer hij vredig zijn bedding volgt, bevloeit hij de aarde naar behoren.' (Over ambitie)
- 'De zoetste wraak die een vrouw op een man kan nemen is door met hem te trouwen.'

## Weetjes
Bossuet woonde op Place Royale nr. 17. 
Het voormalig bisschoppelijk paleis van Meaux herbergt sedert 1908 het Musée Bossuet.